# CloudApp
Zight, anciennement CloudApp, est une société américaine basée à San Francisco, en Californie, qui se spécialise dans la fourniture d'applications logicielles de capture vidéo et d'écran basées sur le cloud. Le service est largement utilisé avec d'autres services numériques en nuage tels que Box, Dropbox, Evernote, OneDrive, Samepage, Yext, et SugarSync.
CloudApp a été renommée Zight à l'été 2023. 

## Histoire
CloudApp a été fondée en 2016 par Tyler Koblasa et Scott Smith,, dont le bureau principal est situé à San Francisco. Par la suite, CloudApp a poursuivi son expansion à l'échelle mondiale, fournissant des services numériques partout dans le monde.
À partir de 2017, 65 000 utilisateurs ont été enregistrés par mois; les chiffres n'ont cessé d'augmenter depuis lors.

## Caractéristiques
CloudApp est une application freemium qui permet le partage de fichiers en nuage ainsi qu'un outil d'enregistrement d'écran,. Avec CloudApp, l'enregistreur d'écran et la webcam peuvent être utilisés en même temps. Les fichiers peuvent être copiés et collés dans Slack. CloudApp permet également l'annotation et le commentaire sur des images. Il est compatible avec Mac, iOS, Windows, Chrome, et Linux, ainsi qu'avec les appareils mobiles,. Les fonctions comprennent l'enregistrement d'écran, la capture d'écran, un outil de découpage et la création de GIF. La personnalisation des e-mails est une autre de ses fonctions.

### Integrations
CloudApp s'intègre à de nombreuses plates-formes et services tiers, notamment Google Docs, Slack, GitHub, Wordpress, et Zendesk, en plus de nombreuses autres plates-formes.

## Financement
CloudApp a reçu des fonds entre 2016 et 2017. CloudApp est financé par 15 investisseurs, Cervin Ventures et Adobe Fund for Design étant les plus récents à avoir alloué des fonds à CloudApp.

## Réception
3 millions de personnes ont essayé ou utilisent activement l'application CloudApp en 2019. Plus de 1000 entreprises utilisent CloudApp, dont 53% sont des entreprises du Fortune 500. CloudApp est l'un des 500 meilleurs logiciels de collaboration.